# Anacampseros arachnoides
Anacampseros arachnoides är en tvåhjärtbladig växtart som först beskrevs av Adrian Hardy Haworth, och fick sitt nu gällande namn av John Sims. Anacampseros arachnoides ingår i släktet Anacampseros och familjen Anacampserotaceae. Inga underarter finns listade i Catalogue of Life.

## Bildgalleri

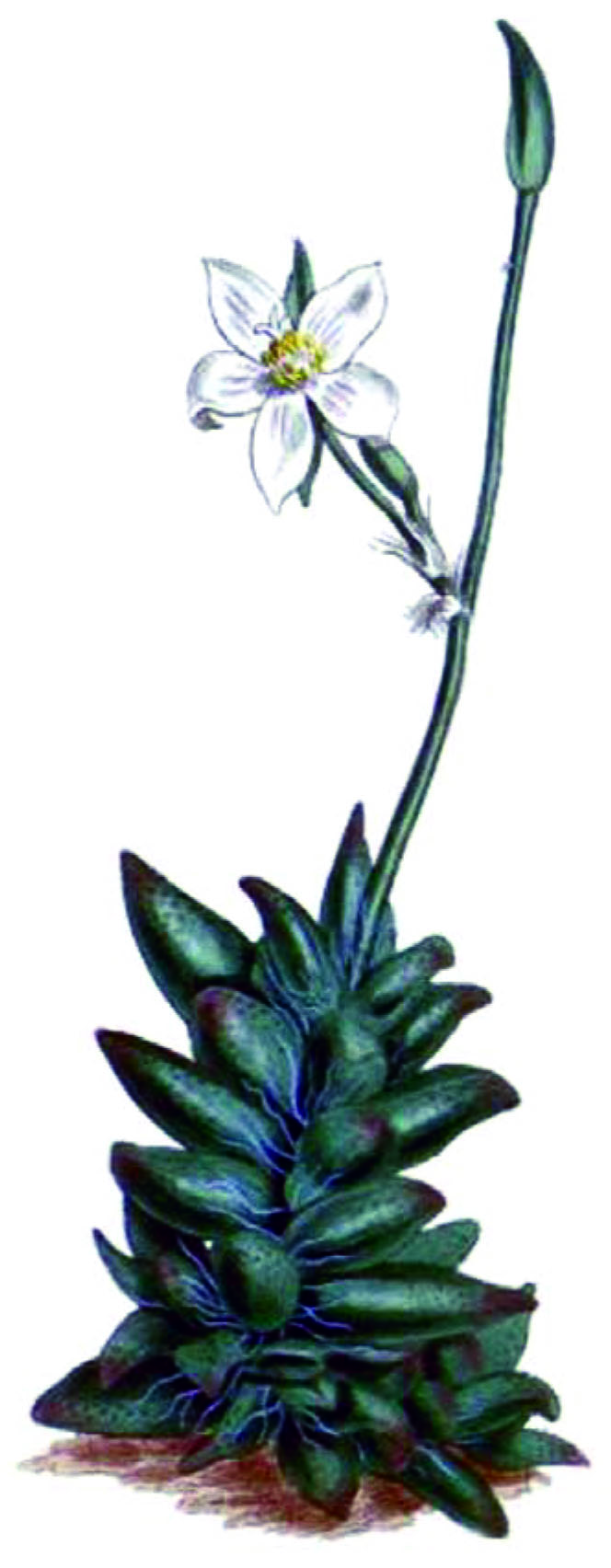